# Тюльпан превосходящий
Тюльпан превосходящий, либо тюльпан превосходный (лат. Tulipa praestans) — вид многолетних луковичных растений из рода Тюльпан семейства Лилейные. Эндемик Памиро-Алая, близкий родственник широко известного T. fosteriana. Ограниченно используется в культуре как первоцвет открытого грунта (класс 15 единой классификационной системы — «Ботанические тюльпаны»).

## Описание
Луковица, диаметром до 2 см, покрыта тёмной, кожистой кроющей чешуёй, её верхушка покрыта прилегающими рыжими волосками. T. praestans отличается от традиционных сортовых тюльпанов тем, что ежегодный цикл замещения луковицы у половозрелых растений происходит по образцу, характерному для молодых тюльпанов. Каждый год отцветшая луковица выбрасывает в сторону «главный» столон, на конце которого развивается основная замещающая луковица. На других столонах одновременно с ней развиваются луковицы-детки. Такой способ расселения характерен именно для памиро-алайских видов — T. lanata, T. carinata и природным формам T. fosteriana.
Высота стебля от поверхности почвы, по З. П. Бочанцевой — до 60 см, культурные сорта обычно низкорослые — около 20 см. Взрослые растения в культуре обычно многоцветковые, образующие несколько стеблей от одной луковицы. В верхней части стебли покрыты белёсыми волосками и окрашены антоцианом. У растений с одним стеблем 3-4 листа, редко 5-6 (у многостебельных экземпляров больше). Листья, по описанию Бочанцевой, «отклонённые, расставленные, светло-зелёные, чуть-чуть седоватые, не курчавые», до 25 см длиной. Внешние листочки околоцветника (лепестки) снаружи оранжево-красные, сверху — с сизым или малиновым оттенком, снизу — с жёлтым пятном. Внутренние лепестки снаружи оранжево-красные, у основания — почти жёлтые. Внутри все лепестки почти равномерно окрашены оранжево-красноватым цветом. Длина лепестка достигает 7 см. Пыльники цветков жёлтого, фиолетового или бордового цветов, пыльца серая, фиолетовая или малиновая. Плод — коробочка оранжево-соломенного цвета, до 4,3 см в высоту и 2,8 см в ширину. Семена тёмно-коричневые, 7×6 мм, видимый глазу зародыш семени — более светлого тона. Семена прорастают (даже по меркам рода Тюльпан) медленно: в экспериментальных условиях Ташкентского ботанического сада первые признаки всходов появлялись через 142 дня после посева.

## Селекция и культура
T. praestans — диплоид с 24 хромосомами в ядре (основное гаплоидное число рода Тюльпан — 12). Особенность кариотипа этого вида — необычная для тюльпанов однородность внешней формы хромосом, толстых и укороченных относительно хромосом других видов. Похожие свойства имеют также родственные памиро-алайские виды T. carinata и T. subpraestans.

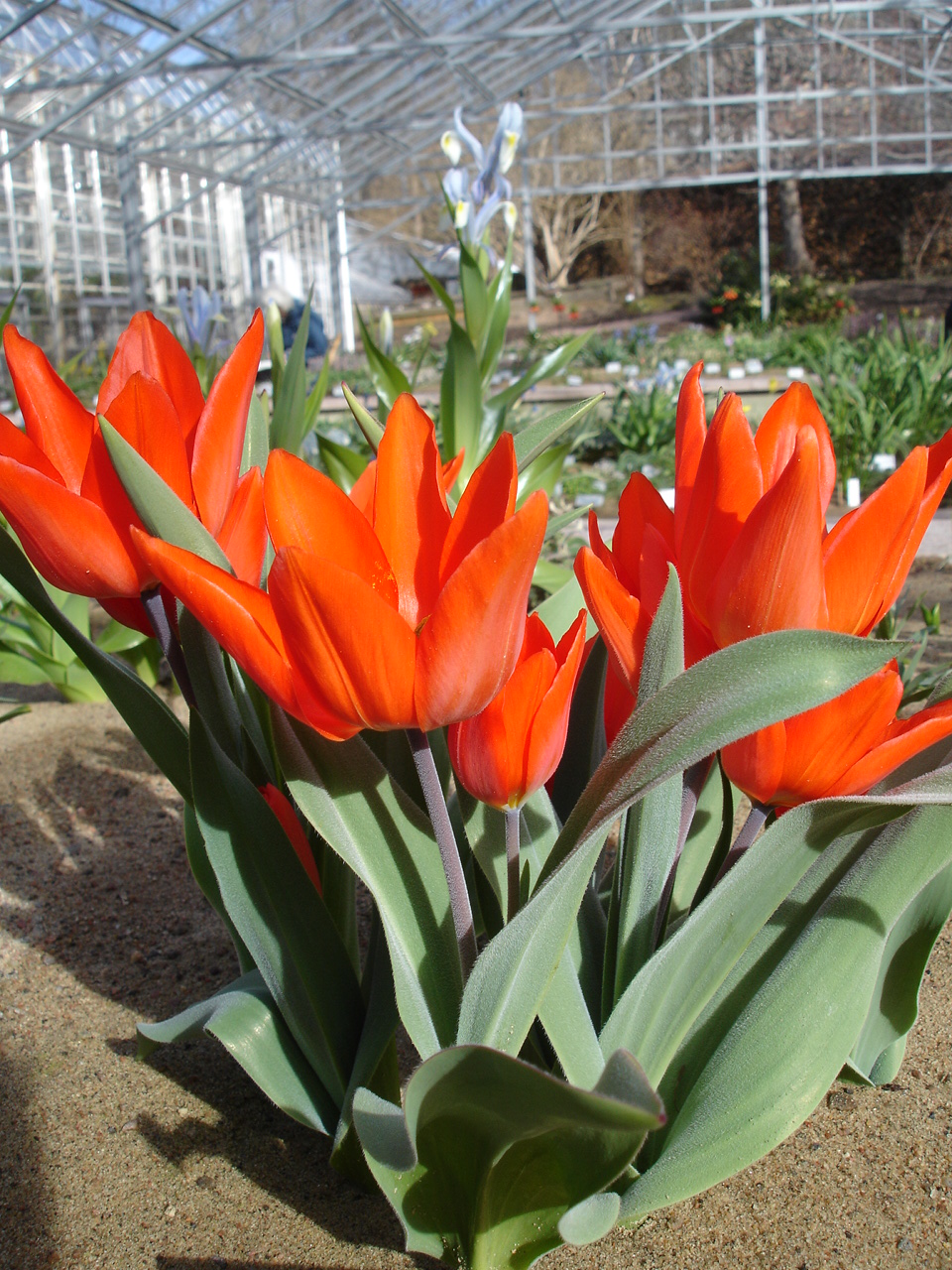
Сорт Fusilier

В реестре нидерландского Королевского общества луковичных культур (KAVB) зарегистрированы 12 сортов и форм T. praestans. В культуре наиболее распространены сорта:
- Fusilier селекции Яака Розена (1939)[14] — многоцветковый низкорослый (до 25 см) первоцвет с тёмно-красными цветками;
- Unicum селекции C. A. Вердегаал (1975)[13] — многоцветковый низкорослый с красными цветками и контрастной белой каймой по краям листьев;
- Shogun селекции бр. Рюйтеров (2000)[13] — многоцветковый среднего роста (до 35 см), с светло-оранжевыми или оранжево-жёлтыми цветками;
- Van Tubergen’s variety — многоцветковый, низкорослый с красными цветками.

Селекционеры неоднократно пытались повторить с T. praestans удачный опыт гибридизации T. fosteriana, но потерпели неудачу. При перекрёстном опылении T. praestans и T. gesneriana оплодотворение происходит, но зародыш всегда погибает на ранних стадиях развития.